# Mário Alves Monteiro Tourinho
Mário Alves Monteiro Tourinho (Antonina, 12 de setembro de 1871 — Curitiba, 24 de outubro de 1964) foi um militar e interventor federal no Estado do Paraná. Filho do engenheiro militar Francisco Antonio Monteiro Tourinho e de Maria Leocádia da Costa Alves.
Assentou praça no Exército Brasileiro em 29 de maio de 1886, no 2° Corpo da Cavalaria, em Curitiba.
Em março de 1889 foi transferido para o 8º Corpo de Cavalaria, no Rio de Janeiro, a fim de matricular-se na Escola Militar. Onde em 15 de novembro de 1889, como servente de metralhadora, assistiu à Proclamação da República do Brasil.
Ao eclodir a Revolução Federalista em 1893, se encontrava em período de férias no Paraná; sendo então destacado para Paranaguá para reforçar a defesa do litoral.
Por convite do general Francisco de Paula Argolo, incorporou as forças que se destinavam a operar em Santa Catarina, integrando a arma de artilharia. E após a tomada de Santa Catarina pelos federalistas, voltou ao Paraná colocando-se sob o comando do Coronel Gomes Carneiro na Lapa, onde tomou parte dos combates contra o general Piragibe.
Em 1915 participou da Guerra do Contestado como comandante da 2ª Bateria de Obuses.
Em 27 de junho de 1918 assumiu o comando da Polícia Militar do Paraná, permanecendo até 22 de novembro de 1919.
Na Revolta de 1924 comandou um grupamento de artilharia no cerco à cidade de São Paulo, ocupada pelos revolucionários do General Isidoro Lopes.
Em outubro de 1928 pediu reforma militar.
Na Revolução de 1930, por indicação dos revolucionários, assumiu em 5 de outubro o governo do Estado do Paraná; sendo a seguir nomeado interventor federal. Entretanto, devido a estar habituado à disciplina militar, sem nunca ter se envolvido em política, adotou procedimentos que acabaram por desencadear o descontentamento dos revolucionários; renunciando ao cargo em 29 de dezembro de 1931.
Faleceu na cidade de Curitiba em 24 de outubro de 1964.